# Óblast d'Irkutsk
L'óblast d'Irkutsk —Иркутская область (rus), tr. Irkútskaia óblast— és un subjecte federal de Rússia.